# ヤイロ・リーデヴァルト
ヤイロ・ヨキム・リーデヴァルト（ジャイロ・-、Jaïro Jocquim Riedewald、1996年9月9日 - ）は、オランダ・ハールレム出身のプロサッカー選手。ポジションはMF、DF。
本人によると、名前は「ジャイロ」と発音している。
スリナムとインドネシアにルーツを持つ。

## 経歴

### クラブ
11歳でアヤックス・アカデミーに入団し、2013年3月15日にクラブと最初のプロ契約を結んだ。12月21日、エールステ・ディヴィジに所属するヨング・アヤックスの試合でプロデビュー。
2013年12月15日のSCカンブール戦で初めてトップチームのベンチに座った。12月19日のKNVBカップの試合でトップチームデビュー。3日後のエールディヴィジ・ローダJC戦にも出場した。80分からクリスティアン・ポウルセンとの交代で出場すると、立て続けに2ゴールを奪いエールディビジの歴代最年少得点記録（17歳104日）を打ち立てた。
2017年7月、クリスタル・パレスFCと5年契約を結んだ。

### 代表
各年代でオランダ代表に選出されている。2015年8月にA代表初招集。9月のトルコ戦で初キャップ。

## タイトル
アヤックス
- エールディヴィジ (1): 2013–14